# 潘多爾斯山脈

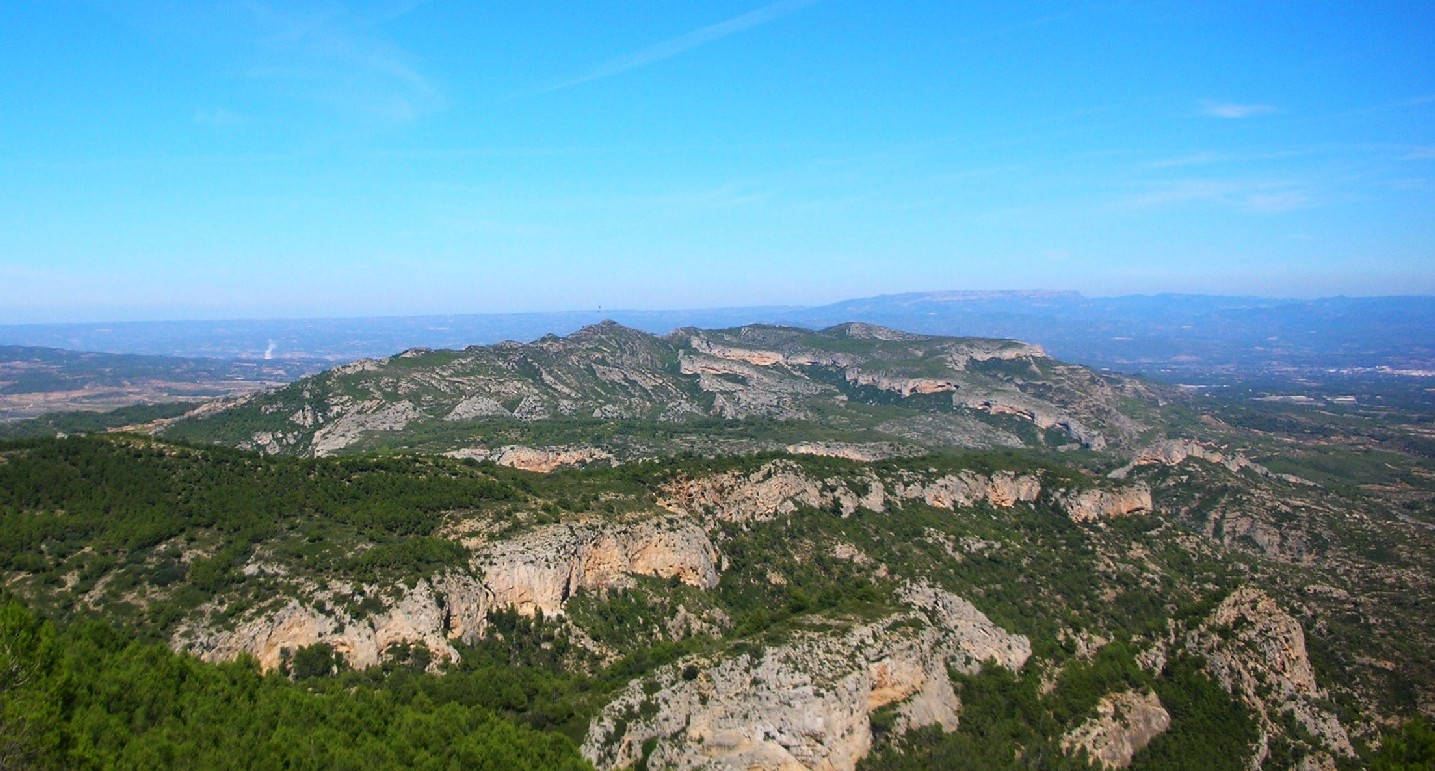

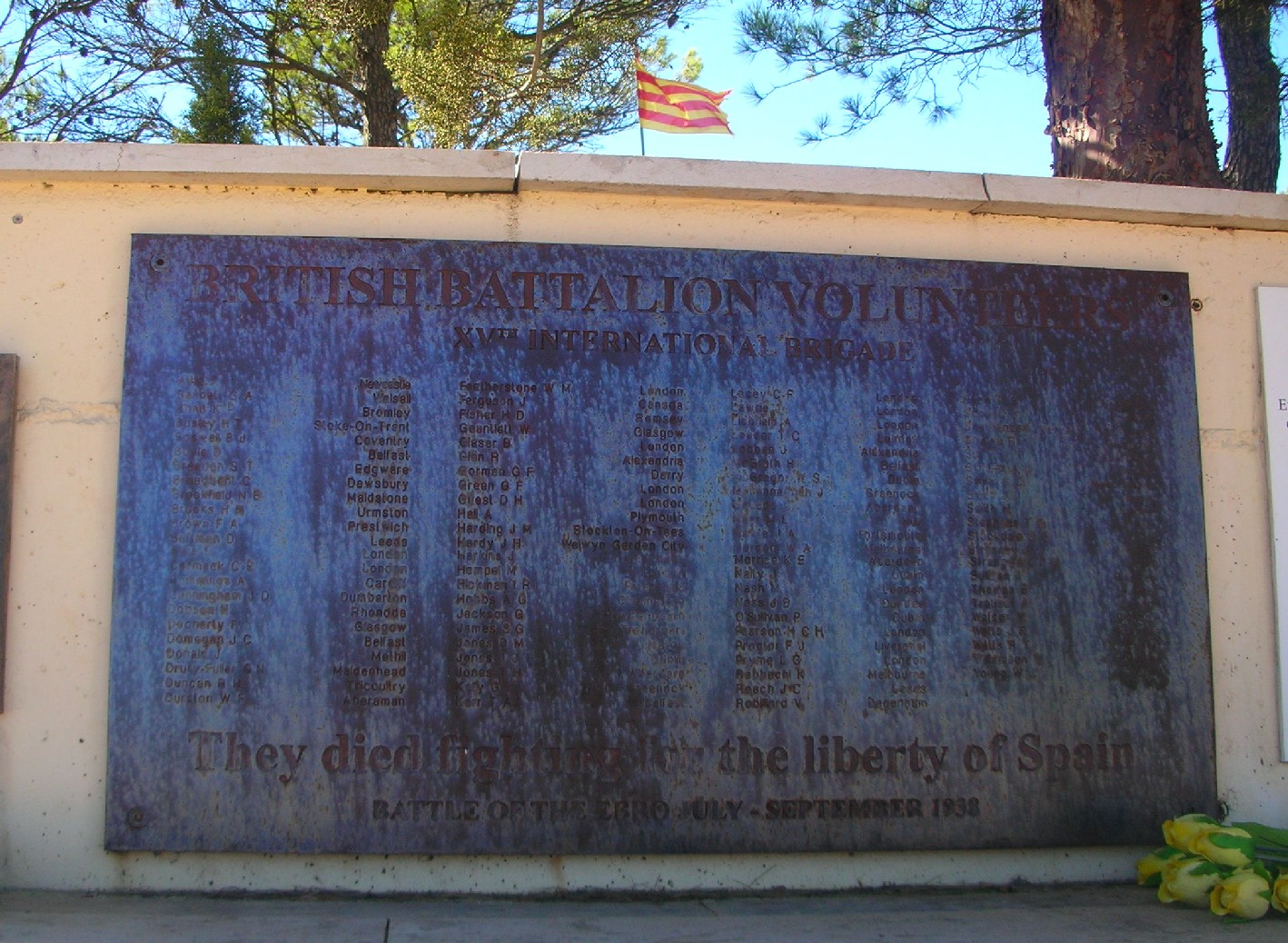

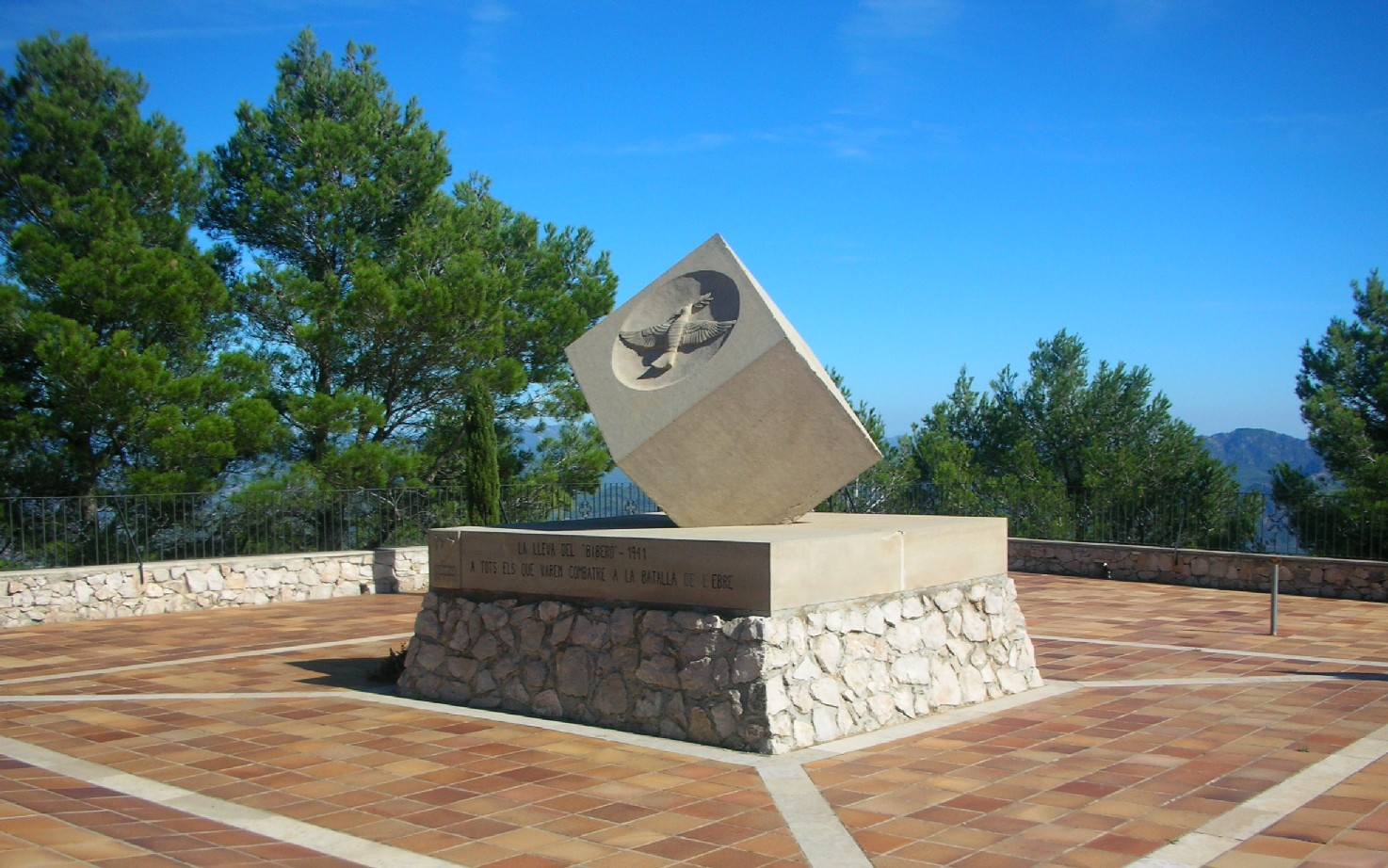

41°1′13.68″N 0°27′27.88″E / 41.0204667°N 0.4577444°E
潘多爾斯山脈，是西班牙的山脈，位於該國東北部加泰羅尼亞，處於保爾斯山脈以北，屬於加泰羅尼亞前海岸山脈的一部分，最高點海拔高度705米。